# Boris Kostić

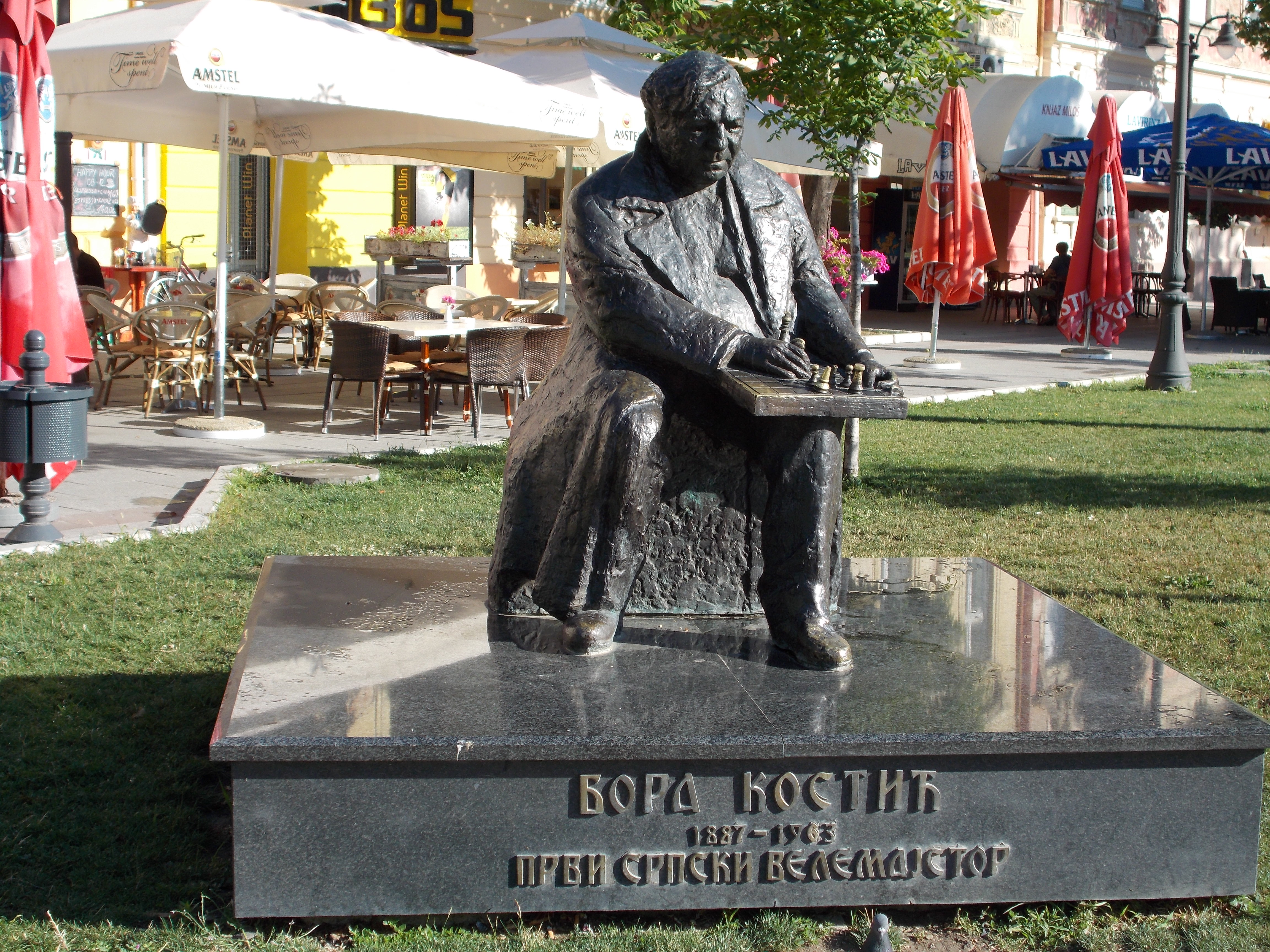
Denkmal in Vršac

Borislav „Bora“ Kostić (* 24. Februar 1887 in Vršac, Banat, Österreich-Ungarn, heute Serbien; † 3. November 1963 in Belgrad) war ein jugoslawischer Schachmeister.

## Leben

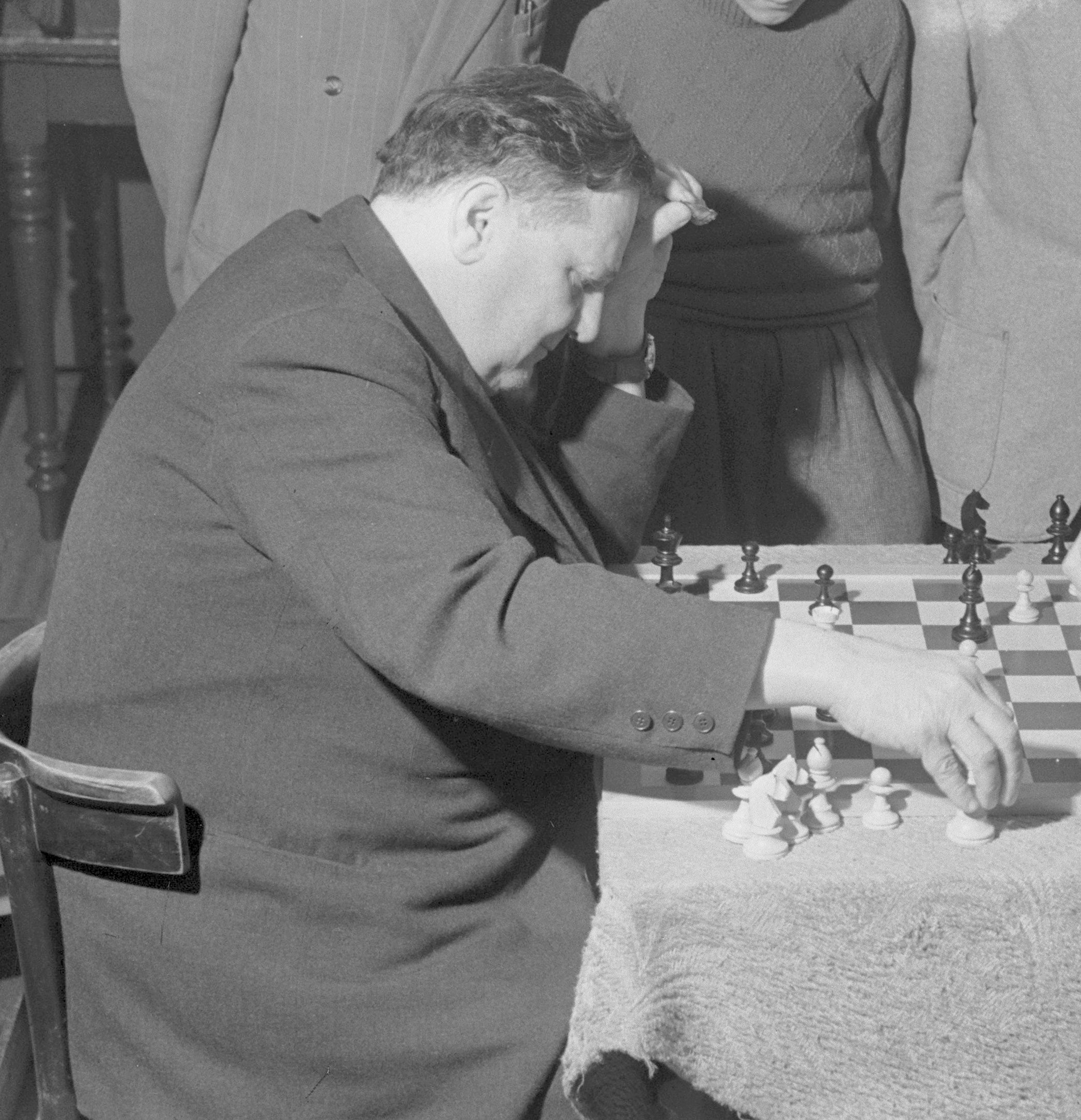
Kostić (1952)

Kostić erlernte das Schachspiel im Alter von 16 Jahren. Während seines Studiums in Wien und Budapest erzielte er erste Erfolge. Im Jahre 1910 gewann er Wettkämpfe gegen Frank James Marshall (+1, =2) und Paul Saladin Leonhardt (+3 =1 −1). Sein erstes internationales Turnier spielte er 1911 in San Remo, wo er Platz 4 und 5 teilte. Sein nächstes großes Turnier war Karlsbad 1911. Während des Ersten Weltkrieges übersiedelte Kostić nach Südamerika und spielte hauptsächlich Wettkämpfe gegen südamerikanische Meister. In Buenos Aires 1913 schlug er Roland Ilia 6:0, in Rio de Janeiro schlug er Vilageza 8:1, in Santiago de Chile Martinez Lopez 7:0 und in Lima Fernandez Coriha 7:0. Von 1915 bis 1919 hielt er sich in den USA auf. Auch dort traf er auf starke Spieler: In Frankfort/Kentucky 1916 gewann er einen Wettkampf gegen Jackson Whipps Showalter mit 9,5:4,5 (+7 =5 −2). Im Jahre 1918 wurde er bei einem Turnier in New York Zweiter hinter dem späteren Weltmeister José Raúl Capablanca, aber noch vor Marshall und David Janowski. 1919 unterlag er Capablanca in Havanna in einem Wettkampf mit 0:5. Nach Beendigung des Krieges kehrte Kostić heim nach Europa. 1919 wurde er Zweiter (hinter Capablanca) in Hastings, 1920 geteilter Zweiter in Bromley, 1921 Erster in Gyula und Hastings.
In den Jahren 1924 bis 1926 unternahm Kostić eine Weltreise, die er sich mit Simultan- und Blindschachvorführungen finanzierte. In diesen drei Jahren popularisierte er das Schachspiel an den entlegensten Stellen der Welt: Er besuchte Australien, Südafrika, Indien, die Philippinen und andere exotische Länder, um dort Schach zu spielen. Zahlreiche Partien aus dieser Phase haben sich erhalten.
Zurückgekehrt nach Europa, nahm er wieder an den bedeutendsten Turnieren teil. 1927 in London, 1931 in Prag, 1935 in Warschau und 1937 in Stockholm vertrat er Jugoslawien auf Schacholympiaden, außerdem nahm er an den inoffiziellen Schacholympiaden 1926 in Budapest und 1936 in München (bei der er das beste Einzelergebnis am sechsten Brett erreichte) teil. 1928 gewann er in Trenčianske Teplice. 1935 wurde er bei der erstmals ausgespielten jugoslawischen Meisterschaft in Belgrad Erster gemeinsam mit Vasja Pirc. Seinen größten Turniererfolg feierte er im Jahre 1938 in Ljubljana. Nach Beendigung des Zweiten Weltkriegs, den er zeitweise in Konzentrationslagern verbrachte, war an ein Anknüpfen an die Vorkriegserfolge nicht mehr zu denken. Zwar nahm Kostić, dem die FIDE 1950 den Titel Großmeister verlieh, noch an einigen nationalen Turnieren bis 1950 teil, doch stets erfolglos. Im Jahre 1962, kurz vor seinem Tod, gewann er ein Veteranenturnier in Zürich gemeinsam mit Henry Grob.
Seine beste historische Elo-Zahl war 2706. Diese erreichte er im Mai 1921. Zu dieser Zeit war er der sechstbeste Spieler der Welt.